# 安東尼奧·馬查多
安東尼奧·馬查多（西班牙語：Antonio Machado，1875年7月26日—1939年2月22日) 是西班牙詩人以及西班牙98世代的代表人物之一。

## 生平

### 家庭背景
安东尼奥·马查多1875年6月26日生于塞维利亚。他在五个儿子中排行老二；大儿子曼努尔和他一起完成了他的几部作品。他的父亲 Antonio Machado Álvarez «Demófilo», 是Joaquín Costa和Francisco Giner de los Ríos的朋友，他父亲发表了为数众多的关于安达卢西亚和加里西亚民谣的研究文章。他的祖父Antonio Machado Núñez，是医生和自然科学的教授。

### 求學過程
1883年，他的祖父被任命为马德里中央大学的教授，全家人随祖父移居马德里。马查多在著名的独立教育学院（Institución Libre de Enseñanza）完成他的成长，该学院由Francisco Giner de los Ríos建立。
1889年他开始中学阶段的学习，开始时他在马德里的馬德里聖伊西德羅中學学习 ，而后在西班牙阿尔卡拉大学的Cardenal Cisneros院校学习。这个时期他和他的哥哥爱上了戏剧，并开始参加聚会。1893年他父亲死于结核病，三年后他祖父也去世了，受到家庭经济问题的影响，他几次中断学业。家庭的影响和他学习的重心给他的智性之路留下深深印记。在那个时期，一次聚会上他认识了拉蒙·德尔巴列-因克兰。他参与了同义词字典Diccionario de ideas afines的动词部分的编纂。
1899年马查多前往巴黎，他哥哥诗人曼努尔在那里。接下来，他们共同从事戏剧创作，并为出版家Editorial Garnier做翻译工作。在巴黎，他遇见了奥斯卡·王尔德以及皮奧·巴羅哈等人，参加了给他留下深刻印象的亨利·柏格森的哲学课程。他回到西班牙，做演员并取得了学士学位。

### 發表創作
1902年他重返巴黎，结识了鲁本·达里欧。回到马德里后，他开始了同胡安·希梅内斯的友谊，并发表了《孤独》（Soledades） (1903)。1907年他发表了《孤独、画廊和其他的诗》（Soledades, Galerías y Otros poemas），这是《孤独》的扩充版本，他通过了法语教授职位的录用考试。他挑选了索里亚学院的空缺职位，并和文森特·加西亚·德·迭戈建立了友谊。此人为该学院的拉丁和希腊语教授。在文森特·加西亚·德·迭戈家里，他认识了洛伦佐·伊斯格里多。两年后，他们结婚了，那一年，他34岁，而她只有15岁。
1911年马查多取得奖学金赴巴黎进修。洛伦佐染上了结核病并于1912年去世。这让马查多大受打击，他申请移居到安达卢西亚的拜薩，和他的母亲生活在一起。在那里，他从事教学和研究。一直到1919年的7年间，他都在拜薩的古典大学的本科生学院教授法国语言学。1912年他发表了《卡斯蒂亚的田野》，在这部作品中他背离了《孤独》中的现代主义特征和《孤独、画廊和其他的诗》中的亲密，风格趋向于98一代作家的不安的爱国主义：事实上，他保持着与米盖尔·乌拉曼诺的密切联系，乌拉曼诺的一些观点反映在这部作品中。1917年，在拜薩，他认识了费德里克加西亚洛尔迦，他们建立了伟大的友谊。
1919年，马查多移居塞戈维亚，这里的文化气氛更让他喜欢，在这里，他参加了通俗大学的很多活动，这些活动的开展是为了向与该大学分隔较大的社会传统部分传播文化。这样，他成为塞戈维亚学院的法语老师，在这里，他认识了马里亚诺·金塔尼利亚（西班牙作家诗人），这种情形一直持续到1932年。1932年，他得到马德里卡尔德隆德拉巴卡学院的教职。

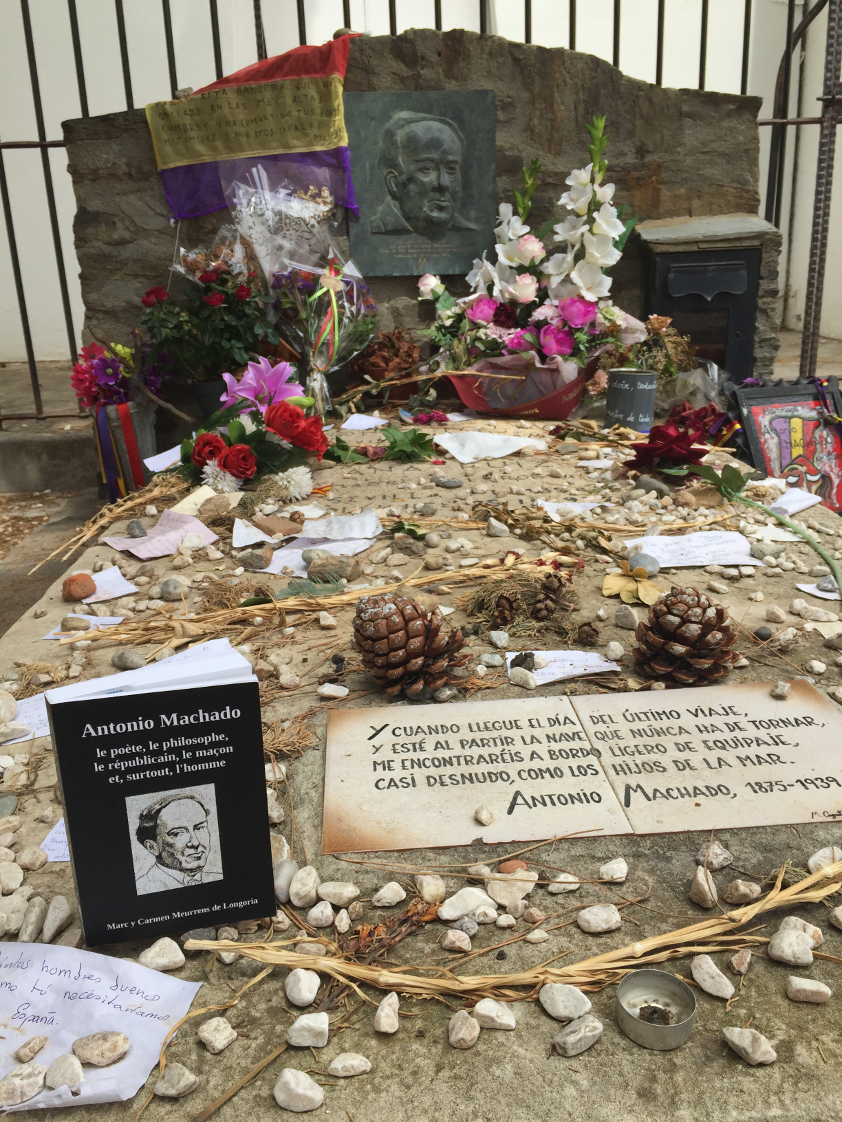
馬查多在科利烏爾的墓

### 晚年
1936年西班牙內戰爆發，馬查多與母親一起先後逃到瓦伦西亚和巴塞罗那，最後被迫移到法國境內的科利烏爾。1939年，在母親逝世前三天，馬查多逝世，口袋裡裝著他的最後一首詩「Estos días azules y este sol de infancia」（「這些藍色的日子與童年的太陽」）。

## 主要著作
- 《孤独》（Soledades） (1903)
- 《孤獨、畫廊和其他的詩》（Soledades. Galerías. Otros poemas）(1907)
- 《卡斯蒂亞的田野》（Campos de Castilla）(1912)
- Poesías completas (1917)
- Nuevas canciones (1924)
- Poesías completas (1936, cuarta edición)
- Juan de Mairena (1936)